# 魔鏡魔鏡變變變
《魔鏡魔鏡變變變》（日语：ひみつのアッコちゃん），是2012年上映的日本電影，由漫画《甜蜜小天使》改編，川村泰祐執導，綾瀨遙和岡田將生主演。

## 概要
本電影為系列50週年紀念作；沿用1962年漫畫版本的設定，還原了主角厚子獲得魔法道具的全過程。原作中所描繪的大型鏡子在本作再次被修改成小型化妝鏡，該改動套用自電視動畫版。
本電影為赤塚不二夫誕生80週年紀念電影。在日本上映時，進行了一系列的宣傳活動。

## 情節
故事內容主要是圍繞在女主角加賀美厚子（綾瀨遙 飾），也遇到了喜歡的對象早瀨尚人 （岡田將生 飾），並為了他挺身，透過變身寶盒解決化妝品公司的危機……

## 演員陣容
- 綾瀨遙：加賀美厚子（22）（變身後）、吉田里琴（10）（變身前）（香港TVB配音：張頌欣，台灣配音：詹雅菁）
- 岡田將生：早瀨尚人（27）（香港TVB配音：張裕東，台灣配音：李景唐）
- 谷原章介：熱海專務（香港TVB配音：潘文柏，台灣配音：梁興昌）
- 吹石一惠：青山瑪莉（香港TVB配音：林芷筠）
- 塚地武雅：保安員（香港TVB配音：蕭徽勇，台灣配音：陳幼文）
- 大杉漣：中村前社長（香港TVB配音：招世亮，台灣配音：官志宏）
- 堀內敬子：厚子母親（香港TVB配音：蔡惠萍，台灣配音：王瑞芹）
- 肘井美佳：黑川朋美（香港TVB配音：鄭麗麗）
- 內田春菊：前田總理夫人（香港TVB配音：陸惠玲）
- 柿澤勇人：佐藤老師（香港TVB配音：李致林，台灣配音：梁興昌）
- 香川照之：鏡之精靈（香港TVB配音：李錦綸，台灣配音：陳幼文）
- 罇真佐子：大庭鶴子（香港TVB配音：袁淑珍）
- 鹿賀丈史：鬼頭大五郎（香港TVB配音：張炳強，台灣配音：陳幼文）
- 堀内まり菜：浪花元子（香港TVB配音：陳皓宜）
- 品川凜生：權吉（香港TVB配音：鄭麗麗）
- 内田純：大將（香港TVB配音：林丹鳳）
- 小泉諒河：少將（香港TVB配音：雷碧娜，台灣配音：詹雅菁）

## 製作與拍攝
- 導演：川村泰祐
- 原作：赤塚不二夫「甜蜜小天使」（協力：Fujio Production）
- 企劃製作：Hint
- 製作：Cine Bazar Co.
- 編劇：三口雅俊、大森美香、福間正浩
- 音樂：遠藤浩二
- 企劃製作監製：日本電視台聯播網
- 出品：松竹
- 製作委員會：「映畫 甜蜜小天使」製作委員會

主題曲－「わたしの願い事」
作詞：YUKI，作曲：Agree2，編曲：YUKI、玉井健二、百田瑠衣